# Национален център за социална рехабилитация
Националният център за социална рехабилитация (НЦСР) е българска неправителствена организация, която си поставя за цел подпомагането и обслужването на хора с увреждания.
Тя е основана през 1991 година, като е официално регистрирана в съда през 1993 година. През 1996 година правителството ѝ дава статут на национална представителна организация.
Към 2008 година НЦСР разполага с мрежа от клонове в около 15 града в страната. Сред тях са дневни центрове за деца с увреждания в София и Бургас и за възрастни с увреждания във Варна, Център за обучение и рехабилитация на младежи в Поморие, две ателиета за художествени занаяти. Организацията има над 300 служители, голяма част от които са социални асистенти, оказващи помощ по домовете на хора с увреждания.
Голяма част от проектите на НЦСР са реализирани в сътрудничество с белгийската организация Фламандски фонд за инвалидите.